# محرك ذو مغناطيس دائم
محرك ذو مغناطيس دائم (بالإنجليزية: Permanent magnet motor)‏ هو نوع من المحركات الكهربية عديمة الفرش، ويستخدم مغناطيس دائم بدلًا من اللفات في الحقل.
يستخدم هذا النوع من المحركات في تشيفي فولت وتشيفي بولت إي في. للمحركات ذات المغناطيس الدائم أكبر من المحركات الحثية أو المحركات الأخرى ذات لفات الحقل.